# Huile de neem

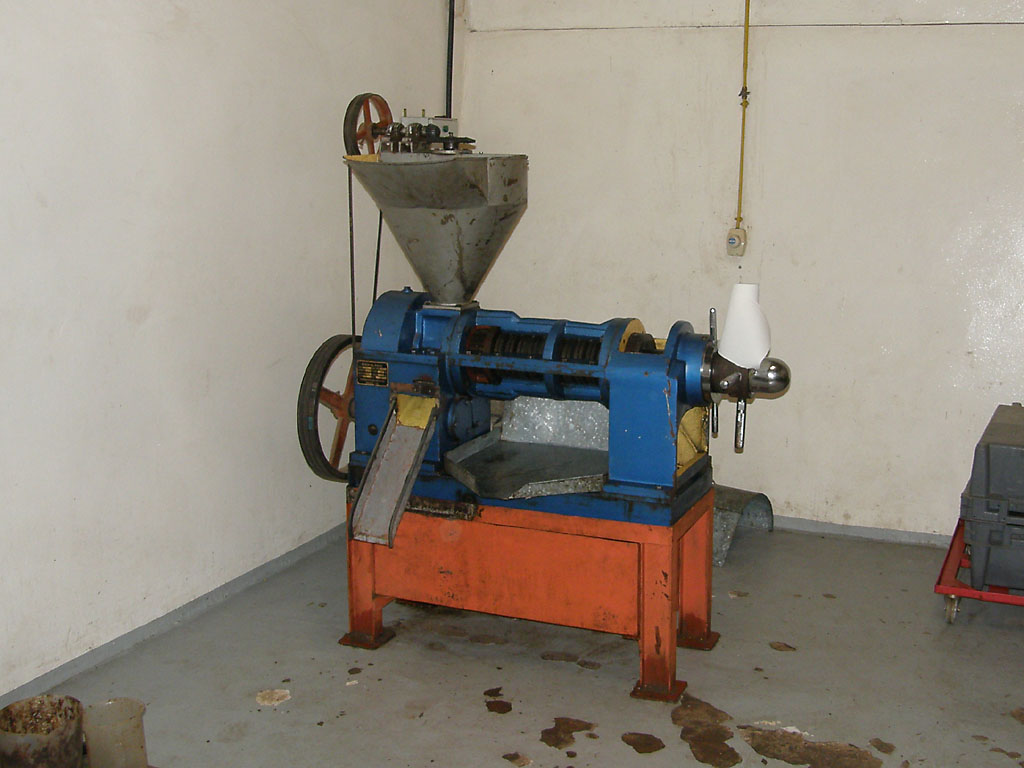
Presse artisanale pour graines de neem

L’huile de neem, ou huile de nim (prononcé dans les deux cas /nim/), est une huile végétale obtenue à partir des graines du margousier (Azadirachta indica), appelé neem en anglais, un arbre persistant originaire du sous-continent indien mais que l'on retrouve désormais sous d'autres tropiques. L'huile de neem est le principal produit issu de la plante. Obtenue par pressage des fruits et graines, elle est utilisée comme répulsif ou insecticide dans l'agriculture biologique et en médecine humaine ou vétérinaire.
L’huile de neem est un produit thermosensible, et susceptible de subir des modifications quand elle est exposée longtemps à la lumière ou à des températures avoisinant 50 °C et plus.

## Procédé de production
Nous nous intéresserons plus particulièrement dans ce volet au procédé d’obtention de cette huile tout en considérant de près les voies et moyens utiles à la purification du produit.
Le but du procédé de traitement des graines vise à garantir en bout de chaîne l’obtention d’une huile aux propriétés intactes.
Les tests de « pressabilité » des graines révèlent sur la base des données d’expérience que le type de presse utilisé peut jouer sur le rendement en huile des graines. Ajouté à cela, le lavage des graines (avant extraction mécanique) en vue d’une bonne qualité de produits finis (huile et tourteaux) demeure un impératif majeur car il n’est pas toujours évident de s’approvisionner en graines très propres, c'est-à-dire exemptes d’impuretés de diverses natures (ferraille, sable, cailloux, objets divers). Il s’agit pour ce faire de débarrasser les graines de l’importante flore bactérienne dont celles-ci regorgent. Dans la même lancée, il sera aussi procédé à l’élimination de la plupart des matières solides indésirables qui pourraient gêner la bonne marche de la presse, plus exactement le sable qui est un élément hautement abrasif pour les composantes mécaniques de la machine.
Le lavage proprement dit s’effectue en trois phases :
- Une phase de mouillage / nettoyage au moyen d’un détergent introduit en faible quantité dans le bassin contenant les graines. Dès cette première étape, le bain est soumis au moyen d’un malaxeur mécanique à une forte agitation pour éliminer les poussières et les matières solides des graines
- Une phase de « désinfection » au moyen d’une solution d’eau de Javel, à une concentration connue, introduite dans le bain contenant les graines. À ce niveau l’on pourra aussi jouer sur le temps de trempage pour permettre au bain javellisé de mieux décaper les graines de leurs dernières salissures notamment les graines de sable encore collées à la coque des graines et cela, toujours sous l’effet de l’agitation. Pendant cette phase, un effet de blanchiment est également observé sur les graines
- Une phase finale de rinçage, qui achève les opérations de nettoyage et de désinfection précédemment opérées sur les graines.

L’égouttage suivi d’un séchage à l’air libre et au soleil, ou dans des conditions requises pour faire considérablement chuter l’humidité des graines, s’impose. Celle-ci doit se situer à un taux inférieur à 10 % pour optimiser au maximum la « pressabilité » des graines. Si par mégarde ce taux d’humidité dépassait les 10 %, l’on pourrait se retrouver avec un tourteau chargé en huile. Il est tout à fait possible d’utiliser un séchoir pour déshydrater la matière première humide, par effet de serre, en lieu et place d’une exposition à l’air libre et au soleil ; opération qui pourrait prendre plusieurs jours. Ce dernier paramètre dépend du degré d’ensoleillement. Par temps chaud et sec, l’humidité des graines baisse assez vite. La même situation n’est bien sûr pas envisageable par temps frais et humide par exemple. Le temps d’exposition, l’ensoleillement, l’humidité ambiante et la vitesse du vent influent chacun pour leur part dans la qualité de séchage des graines et par ricochet sur le rendement en huile des graines.
L’« huile pression » obtenue au niveau de la presse a la particularité d’être relativement chargée avec un taux en matières solides qui pourrait avoisiner les 50 % en volume (cette donnée reste assez empirique) . L’on veillera cependant à faire les réglages mécaniques appropriés au niveau de la machine pour obtenir un maximum d’huile une fois la presse en marche.
Pour faciliter l’expression mécanique de l’huile des graines au niveau de la presse, il sera procédé au préalable à un concassage des graines sèches, propres et dument triées. Il sera surtout question à ce niveau d’éclater la coque de la graine pour mieux faciliter le travail de la presse.
La clarification de l’huile de neem demeure un défi majeur après avoir pressé les graines d’autant plus qu'elle reste très chargée en matières solides diverses pouvant dépasser même quelquefois des tailles de l’ordre du millimètre.
Il sera question à ce niveau d’opter pour l’opération unitaire la mieux adaptée pour arriver à une clarification adéquate de l’huile brute. Ces questions essentielles, de l’ordre du génie chimique insistent sur le choix et les conditions de la technique séparative employée pour être en présence d’un produit garantissant toutes les conditions d’utilisation requises.
La décantation statique peut très bien faire l’affaire mais le facteur temps pourrait représenter un inconvénient de taille à terme (Temps de chute des particules relativement lent surtout si les températures ambiantes tournent autour de 20 à 25 °C). Il va naturellement sans dire que si les températures ambiantes tournent autour de 35 °C et plus, la décantation s’effectuera beaucoup plus rapidement en raison d’une baisse de la viscosité, ce qui se traduit par une vitesse de chute des particules nettement plus grande.
Reconnaissons cependant qu’en dernière analyse, la filtration s’avère être une bonne technique séparative. À ce sujet, les modes de filtration sont nombreux et variés. Hormis la filtration à pression ambiante qui n’est pas toujours appropriée en raison de la finesse de nombreuses particules contenues dans la masse huileuse, la technologie des filtres vendus par les grandes firmes inclut aussi les filtres sous vide et les filtres sous pression. C’est dans cette dernière catégorie de filtres qu’il sera opéré un second choix à savoir, des filtres tenant compte de la finesse de filtration que l’exploitant désire obtenir et de la concentration en solides de l’huile brute avant traitement.
Les filtres mono-plaques sous pression semblent remplir tous ces critères de choix pour avoir une huile débarrassée de ses nombreuses matières en suspension. C’est dire combien le choix d’une unité de filtration représente un facteur important pour faire face à toutes les contraintes relatives à la clarification de l’huile dans le procédé de traitement des graines.

## Utilisations actuelles ou potentielles

### En agriculture
L'huile de neem est utilisée en agriculture comme répulsif et biopesticide (insecticide, antiparasitaire), enregistrés sous les dénominations Margosan-O, Neemix 4.5, Azatin-EC, Neem-EC, RH-9999, Agroneem aux États-Unis, Neemazal en Allemagne et Australie, Mubel en Espagne, Neemros, Neemroc et Saroneem au Kenya, Kini Azadirachtine au Togo et sous plus de 12 noms aux Indes dont Azadi, Margocide, Neemarin. Ils se seraient montrés efficaces contre plus de 400 espèces d’arthropodes dits nuisibles et contre certaines maladies de plantes cultivées,,. Au Canada des extraits d'huile de neem ont été efficacement testés en serre et en plein air en horticulture et foresterie.

Elle est utilisée aussi comme lustrant foliaire[réf. nécessaire].

### Usage vétérinaire
Cette huile est aussi utilisée sur l'animal (chez le chien par exemple) notamment pour ses propriétés insecticides [réf. nécessaire].

### Usage médicinal
Elle est utilisée sur l'homme pour traiter certaines maladies de la peau, lutter contre les poux, éloigner les phlébotomes et les moustiques avec une efficacité de 96-100% pour ceux du genre anopheles, 61-94% pour le genre culex et de 85% pour ceux du genre aedes.
Dans les années 2000, Son activité antibactérienne a été expérimentalement testée par plusieurs études (in vitro en boîte de Petri, en gélose et en tube de dilution) contre les souches de Pseudomonas aeruginosa, Staphylococcus aureus, Escherichia coli, Proteus spp., Klebsiella aerogenes. Divers extraits de cette huile ont aussi été testés par Alzoreky & Nakahara (2003) contre Bacillus cereus, Escherichia coli, Salmonella infantis et par Vanka et ses collègues (2001) contre Streptococcus mutans et Lactobacillus, contre Streptococcus faecalis (Almas, 1999), Klebsiella pneumoniae (Sairam et al., 2000), Helicobacter pylori (Fabry et al., 1996) et diverses bactéries pathogènes en Inde et en Afrique Orientale (Fabry et al., 1998), contre Vibrio cholerae, Mycobacterium tuberculosis et Mycobacterium pyrogenes (Biswas et al., 2002).

## Composition
Ordre de grandeur des principaux composants de l'huile de neem
| Composé          | % en masse  |
| ---------------- | ----------- |
| Acide oléique    | 49,1 - 61,9 |
| Acide stéarique  | 14,4 - 24,1 |
| Acide palmitique | 13,6 - 17,8 |
| Acide linoléique | 2,3 - 15,8  |
| Acide myristique | 0,03 - 0,26 |

## Toxicité
L'huile de neem est très toxique pour les bourdons.
L'azadirachtine que contient l'huile de neem est un perturbateur endocrinien pour certains mammifères, et pourrait être aussi  carcinogène et génotoxique.

## Réglementation
La directive d'exécution 2011/44/UE du 14 avril 2011 de la Commission européenne autorise les États membres à délivrer des autorisations de mise sur le marché pour les produits contenant de l'azadirachtine, principale substance active de l'huile de neem, après examen des dossiers soumis par les entreprises proposant ces produits. À ce jour, trois produits à base de ce principe actif sont autorisés à usage professionnel en France pour certaines cultures maraîchères et horticoles. Cependant le produit reste interdit pour un usage horticole pour les particuliers, et ne peut être commercialisé sous l'appellation d'insecticide.
L'huile de neem peut également être commercialisée légalement pour d'autres utilisations comme la cosmétique.